# Franz Eugen von Seida und Landensberg
Franz Eugen von Seida und Landensberg (* 23. Februar 1773 in Rheinberg; † 28. September 1826 in Augsburg) war ein deutscher Geschichtsschreiber und Graphiker.

## Leben
Freiherr Franz Eugen Joseph Anton von Seida und Landensberg studierte in Köln und Bonn. Er soll kurkölnischer Offizier gewesen sein.
1794 übernahm er öffentliche Aufgaben für die Stadt Augsburg: 1796 wurde er Assessor, und 1799 Oberrichter am Stadtgericht. Er war Mitglied des Stadtrats und als Stadtrat zuständig für die Stadtakademie und das Medizinalwesen; zudem war er Mitglied der Bürgermilitär-Kommission und städtischer Verwalter mehrerer Stiftungen.
Nach der Besitzergreifung Augsburgs durch Bayern 1806 wurde er mit umfassenderen bayerischen Aufgaben betreut: so wurden ihm Teile der Referate Kirchenstiftungen und Unterrichtswesen übertragen. 1807 wurde er Landesdirektionsrat und Stiftungsmitkurator der Provinz Schwaben, 1808 Kreisrat beim Generalkommissariat des Lechkreises, 1810 Stiftungsadministrationsrat beim Lokalkommissariat Augsburg und 1817 Königlich Bayerischer Regierungsrat des Oberdonaukreises.
1807 wurde er königlich bayerischer Kammerherr, 1811 wurde er als Ritter in den Hausritterorden vom Heiligen Michael aufgenommen.
Neben seinen öffentlichen Ämtern schrieb er biographische und historische Werke vorwiegend mit Bezug zur bayerischen Geschichte. Außerdem verfertigte er Graphiken (Kupferstiche), womit er seine eigenen Bücher illustrierte.

## Familie
Franz Eugen Freiherr von Seida und Landensberg war verheiratet mit Marianna Theresia geb. NN. Aus dieser Ehe ist die Tochter Ludmilla bekannt, geboren in Augsburg am 10. Juni 1806, welche in Schelklingen am 27. Juni 1837 Georg Martin Betz, Stadtschultheiß von Schelklingen von Dezember 1836–1847, heiratete.

## Werke (Auswahl)

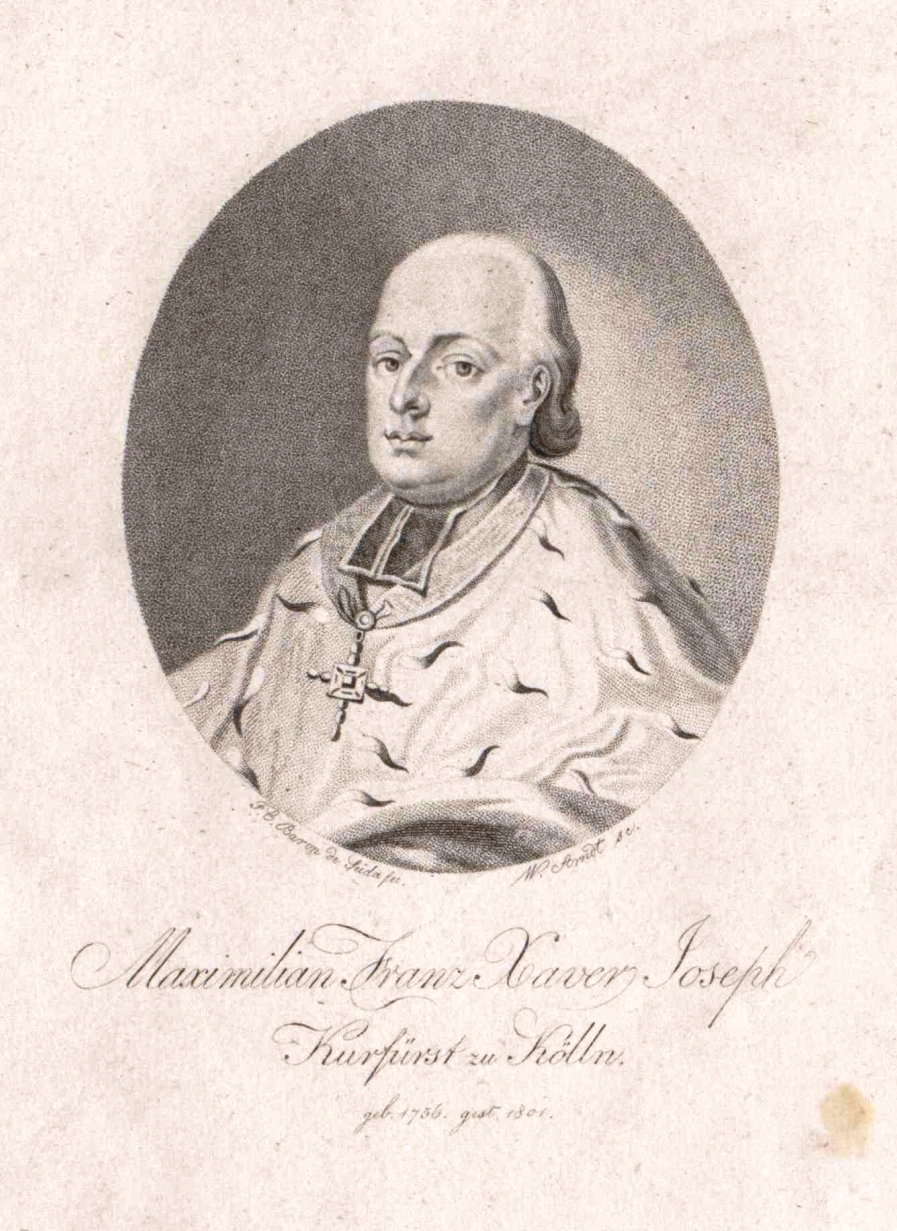
Maximilian Franz (1756–1801), Erzbischof und zugleich letzter Kurfürst zu Köln

### Biographien
- Johann Heinrich Edler von Schüle, des heil. römischen Reichs Ritter ...: Ein biographisches Denkmal …. Leipzig: Stage, 1805.

### Geschichte
- Politisch-Militärische Geschichte des merkwürdigen Feldzuges vom Jahre 1799: in besonderer Rücksicht auf die Armee ... . Ulm a. D.: Stettin, 1801.
- Maximilian Franz, letzter Kurfürst zu Kölln und Bischof zu Münster: mit historisch-chronologischen Verzeichnisse aller Bischöffe, Erzbischöffe und Kurfürsten von Kölln. Eine biographisch-karakteristische Skizze von …. Nürnberg: Lechner, 1803.
- Historisch-statistische Beschreibung aller Kirchen-, Schul-, Erziehungs- und Wohlthätigkeits-Anstalten in Augsburg; von ihrem Ursprunge an bis auf die neuesten Zeiten. 2 Bde. Augsburg: Stage, 1810, 1813.
- Sieyès und Napoleon - ein Beytrag zur Staats- und Erziehungskunde. Heidelberg: Mohr, 1824.
- Augsburger Geschichte von der Erbauung der Stadt bis zum Tode Maximilian Josephs, ersten Königs von Bayern, 1825; mit Kupfern. 2 Bde. Augsburg: Wirth, 1826.

### Graphische Arbeiten
- Denkbuch der Französischen Revolution: in 42 Kupfern mit einem erläuternden Texte. 2 Bde. Memmingen: Müller, 1815, 1819.